# Robin Backhaus
Robin Backhaus (ur. 15 czerwca 1989) – niemiecki pływak, specjalizujący się głównie w stylu dowolnym.
Mistrz Europy z Berlina w sztafecie 4 × 200 m stylem dowolnym oraz wicemistrz z Budapesztu w tej samej konkurencji.